# Орос, Ильдико Имриевна
Ильдико Имриевна Орос (укр. Ільдіко Імріївна Орос; род. 19 марта 1960, Великая Добронь, Закарпатская область) — украинский деятель образования, политик. Ректор (1996—2000, 2015—2020) и президент (2000—2015, с 2020) Закарпатского венгерского института. Кандидат педагогических наук (2013). Заслуженный работник образования Украины (2003). Депутат Закарпатского областного совета (с 1990 года).

## Биография
Родилась 19 марта 1960 в селе Великая Добронь Закарпатской области. Учились в местной средней школе. Окончила Ужгородский государственный университет по специальности «преподаватель математики» (1983). Трудовую деятельность начала в родной школе, где со временем стала её директором.
В 1996 году стала ректором новосозданного Закарпатского венгерского педагогического института, а спустя четыре года перешла на должность президента института. В 2003 году вуз был переименован в Закарпатский венгерский институт имени Ференца Ракоци II. Орос имеет степень доктора философии по педагогике, которую получила в стенах Дебреценского университета (2001). В 2013 году защитила кандидатскую диссертацию в Тернопольском национальном педагогическом университете имени Владимира Гнатюка.
После смерти ректора Иосифа Сикуры в 2015 году вновь заняла должность ректора Закарпатского венгерского института. В марте 2020 года стал известно, что Орос покидает должность ректора в связи с достижением пенсионного возраста, оставаясь при этом президентом вуза и является доцентом кафедры педагогики и психологии.

## Общественная деятельность
С 1990 года является депутатом Закарпатского областного совета, куда избиралась 7 раз. В 2020 году была избрана от Партии венгров Украины. Возглавляет комиссию по вопросам образования, науки, культуры, духовности, молодёжной политики, физической культуры и спорта, национальных меньшинств и информационной политики. Выступала против закона Украины «Об образовании» 2017 года. Критика данного закона стала причиной вызова Ильдики Орос на допрос в Службу безопасности Украины.
Является членом Союза внешней поддержки Венгерской академии наук, президиума Венгерской академического совета Закарпатья. В 1991 году возглавила Закарпатское венгроязычное педагогическое общество.

## Награды и звания
- Заслуженный работник образования Украины (2003) — За весомый личный вклад в развитие национального образования, многолетнюю плодотворную педагогическую деятельность[5]
- Награда «Медаль Арань» Венгерской академии наук (2005)[1]
- Почётный орден «Офицерский крест» Венгрии (2010)[1]
- Премия имени Чобы Левринца Фонда «Про Миноритате» (2010)[1]
- Премия Союза защиты интересов женщин Венгрии «Золотая пшеница» (2013)[1]
- Почётный преподаватель Обудского университета (2017)[1]